# آني فانك
آني فانك (بالإنجليزية: Annie Funk)‏ هي مبشرة أمريكية، ولدت في 12 أبريل 1874 في بالي في الولايات المتحدة، وتوفيت في 15 أبريل 1912 في المحيط الأطلسي الشمالي.